# Roger Rolhion
Roger Rolhion, né le 4 janvier 1909 à Montpellier dans le département de l'Hérault et mort le 4 février 1978, est un footballeur international français, devenu entraîneur.

## Biographie
Ce joueur débute et est révélé dans le club de sa ville natale, le SO Montpellier avec lequel, il remporte la Coupe de France en 1929. Il tente de résilier son contrat au cours de la saison 1933-1934 pour s'engager avec l'OGC Nice mais la commission du professionnalisme l'en empêche.
Il joue pour l'AS Saint-Étienne de 1935 à 1940, puis en 1942-1943.
Il a la particularité d'avoir été international trois fois comme attaquant et une fois comme défenseur.
Plus tard, il est entraîneur : il dirige les joueurs de l'AS Aix-en-Provence, l'Olympique de Marseille, poste qu'il quitte en février 1956, et du SO Montpellier à la fin des années 1960.

## Carrière de joueur
- 1928-1935 :  SO Montpellier
- 1935-1940 :  AS Saint-Étienne
- 1942-1943 :  AS Saint-Étienne
- 1943-1944 :  EF Lyon Lyonnais
- 1945-1946 :  Ganges
- 1946-1947 :  AS Aix-en-Provence

## Palmarès du joueur
- International français de 1931 à 1933 (4 sélections et 2 buts marqués)
- Vainqueur de la Coupe de France 1929 avec le SO Montpellier
- Finaliste de la Coupe de France 1931 avec le SO Montpellier
- Champion de la Ligue du Sud-Est 1932 avec le SO Montpellier